# North American League
La North American League est une ligue indépendante de baseball comprenant des franchises aux États-Unis et au Canada. Elle commence ses activités en 2011 en s'appuyant principalement sur les formations des anciennes Northern League, Golden Baseball League et United League Baseball. Douze formations participent à la saison inaugurale.

## Histoire
La création de la North American League est officialisée en novembre 2010. Les douze formations qui s'alignent lors de la saison inaugurale sont issues des ligues indépendantes Northern League, Golden Baseball League et United League Baseball qui cessent leurs activités après la saison 2010. Toutes les équipes de ces ligues défuntes ne sont toutefois pas admises en North American League.
Une expansion de la Ligue est déjà programmée pour l'automne 2011. Une équipe basée au Mexique devrait être active en 2012.
L'ouverture de la saison 2011 se tiendra le 25 mai 2011. La fin de la saison régulière qui comprend 96 matchs par équipes est prévue le 5 septembre. Les séries éliminatoires suivront.

## Règlements
La North American League n'autorise pas les frappeurs désignés.
Les salaires sont encadrés au niveau d'une franchise. Pas de salaire minimum ou maximum par joueur. En revanche, pour 23 joueurs actifs, la masse salariale devra se situer entre 60 000 et 90 000 dollars. Une taxe sera versée en cas de dépassement.

## Les franchises
| Est      | Roadrunners d'Edinburg (en)          | Edinburg (Texas)      | Edinburg Stadium            | 4 000    |
| Est      | Fielders du comté de Lake (en)       | Zion (Illinois)       | Fielders Stadium            | 7 000    |
| Est      | WhiteWings de Rio Grande Valley (en) | Harlingen (Texas)     | Harlingen Field             | 4 500    |
| Est      | RiverHawks de Rockford (en)          | Rockford (Illinois)   | Road Ranger Stadium         | 3 079    |
| Est      | Colts de San Angelo (en)             | San Angelo (Texas)    | Foster Field                | 4 200    |
| Est      | Flyers de Schaumburg (en)            | Schaumburg (Illinois) | Alexian Field               | 6 000    |
| Division | Équipe                               | Ville                 | Stade                       | Capacité |
| Ouest    | Vipers de Calgary (en)               | Calgary (Alberta)     | Foothills Stadium           | 6 000    |
| Ouest    | Outlaws de Chico (en)                | Chico (Californie)    | Nettleton Stadium           | 4 200    |
| Ouest    | Capitals d'Edmonton                  | Edmonton (Alberta)    | Telus Field                 | 10 000   |
| Ouest    | RoadRunners de Henderson (en)        | Henderson (Nevada)    | Lied Field at Morse Stadium |          |
| Ouest    | Na Koa Ikaika Maui                   | Wailuku (Hawaï)       | Maehara Stadium             | 1 500    |
| Ouest    | Scorpions de Yuma (en)               | Yuma (Arizona)        | Desert Sun Stadium          | 6 590    |